# George Sykes (General)

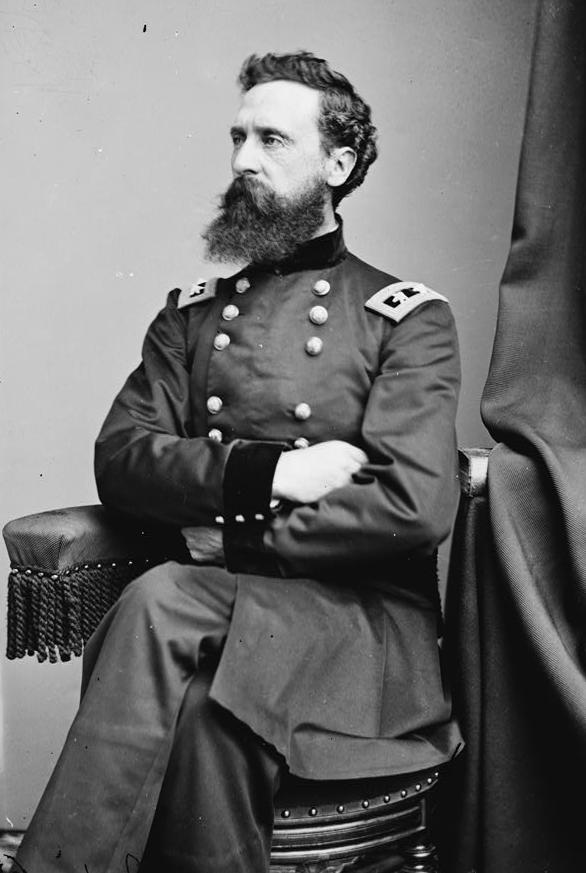
George Sykes

George Sykes (* 9. Oktober 1822 in Dover, Delaware; † 8. Februar 1880 bei Fort Brown, Texas) war Offizier des US-Heeres und General während des Amerikanischen Bürgerkrieges.

## Vor dem Bürgerkrieg
Sykes war der Sohn von Gouverneur James Sykes (1761–1822) und Enkel von James Sykes Sr. der den Staat Delaware im Kontinentalkongress vertreten hatte. Er graduierte 1842 an der Militärakademie in West Point, New York und erhielt den Brevet-Rang eines Leutnants im 3. US-Infanterieregiment. Er diente im Mexikanisch-Amerikanischen und Seminolenkrieg. Durch seine Leistungen bei der Schlacht von Cerro Gordo am 18. April 1847 erhielt er den Brevet-Rang eines Hauptmanns.

## Im Bürgerkrieg

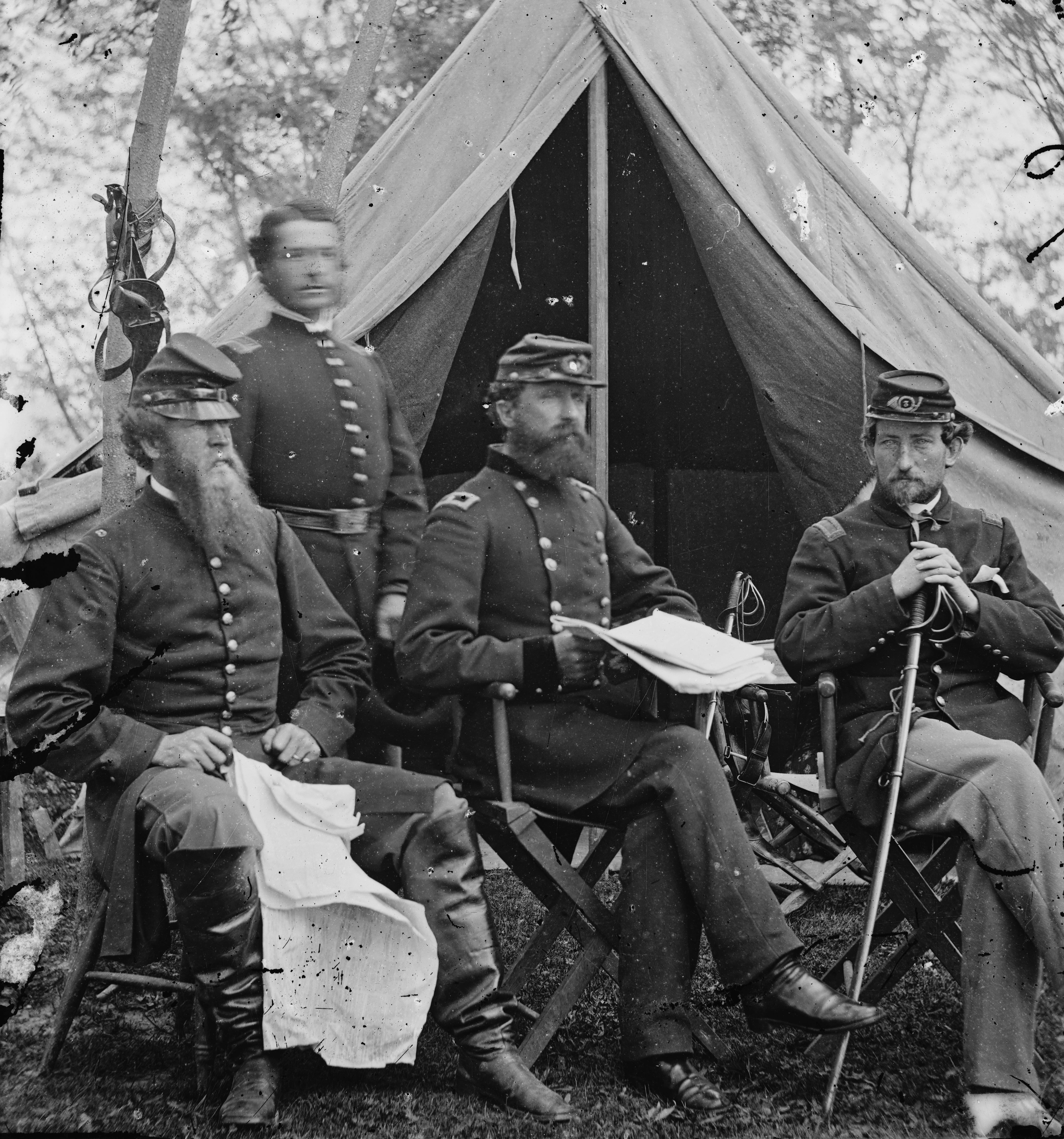
General Sykes und sein Stab.

Als der Amerikanische Bürgerkrieg ausbrach, war Sykes als Major dem 14. Infanterieregiment zugeteilt. Bei der Ersten Schlacht am Bull Run kommandierte er ein reguläres Infanteriebataillon, das aus acht regulären Kompanien verschiedener regulärer Regimenter zusammengesetzt war. Dies waren die einzigen regulären Soldaten auf dem Schlachtfeld. Ferner führte er einen Verband regulärer Soldaten bei den frühen Verteidigungsstellungen um Washington, D.C. und als Divisionskommandeur im Halbinsel-Feldzug führte er die 2. Division des V. Korps. Seine Soldaten, die sich selbst als „Sykes’ Regulars“ bezeichneten, hielten während der Sieben-Tage-Schlacht ihre Stellungen bei Gaines’ Mill, als woanders die Unionslinien brachen.
Sykes nahm als Divisionskommandant an der Zweiten Schlacht am Bull Run und den Schlachten am Antietam (in Reserve) und von Fredericksburg teil. Nach der Schlacht bei Antietam am 29. November 1862 wurde Sykes zum Generalmajor befördert. Zu Beginn der Schlacht bei Chancellorsville führten seine Regulars den Vorstoß in die konföderierte Nachhut. Als sie dort auf starken Widerstand trafen, befahl der Oberbefehlshaber der Potomac-Armee, Generalmajor Joseph Hooker, dem Kommandierenden General des III. Korps, den Angriff einzustellen. Als Folge davon kamen Sykes’ Männer für den Rest des Feldzugs nicht mehr zum Einsatz. Bei keiner dieser Schlachten demonstrierte er irgendein aggressives oder einmaliges offensives Leistungsvermögen seinerseits. Er war bei seinen Kameraden durch die Spitznamen „Tardy George“ und „Slow Trot“ Sykes bekannt. Als der Kommandierende General des V. Korps, Generalmajor George G. Meade, am 28. Juni 1863 zum Oberbefehlshaber der Potomac-Armee ernannt wurde, übernahm Sykes das Kommando über das V. Korps.

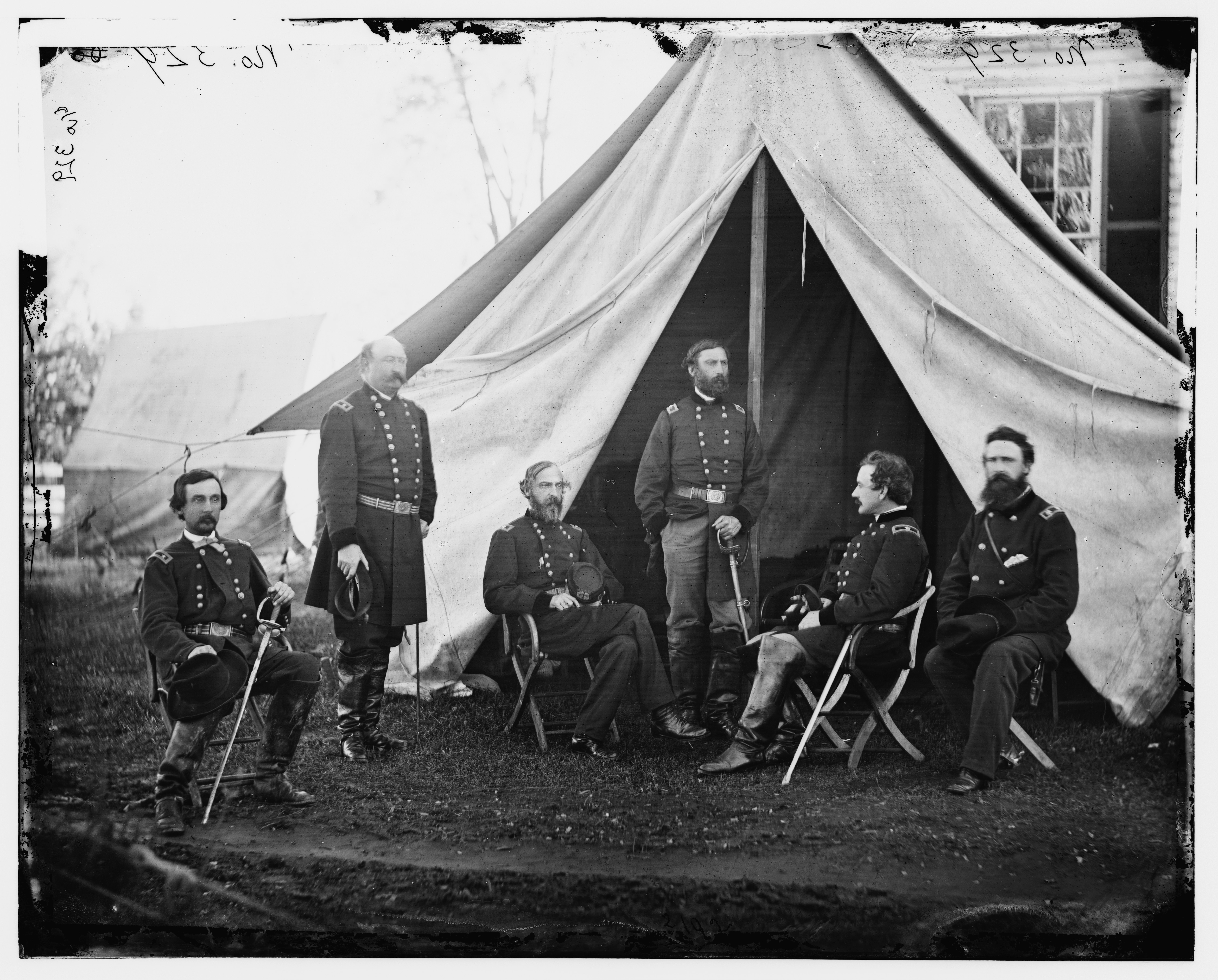
Kommandeure der Army of the Potomac Gouverneur K. Warren, William H. French, George G. Meade, Henry J. Hunt, Andrew A. Humphreys und George Sykes im September 1863.

Bei der Schlacht von Gettysburg unterstützte Sykes’ Korps das III. Korps an der linken Flanke der Union. In der 1. Division, geführt von Brigadegeneral James Barnes, verteidigte die Brigade Oberst Strong Vincents mit dem 20. Maine Infanterieregiment unter Oberst Joshua L. Chamberlain den Little Round Top. Währenddessen attackierte die 3. Division, die Pennsylvania Reserves unter Brigadegeneral Samuel W. Crawford, vom Little Round Top die Konföderierten und trieb sie zum „Valley of Death“, wo es zu tödlichen Kämpfen im Wheatfield kam. Allerdings ist kaum etwas im historischen Bericht über eine persönliche Beteiligung von Sykes zu finden.
Im Mine Run-Feldzug im Herbst 1863 beklagte sich Meade über Sykes’ glanzlosen Auftritt. Meade und der Oberbefehlshaber des Heeres, Ulysses S. Grant, stimmten darin überein, dass Sykes nicht gut vorbereitet war für den anstehenden Überland-Feldzug im Mai 1864, so dass Sykes bei der Umgliederung der Potomac-Armee das Kommando des V. Korps abgeben musste und Kommandeur im Wehrbezirk Kansas wurde. Während Price's Raid 1864 wurde er durch James G. Blunt ersetzt.

## Nach dem Bürgerkrieg
Nach dem Krieg erhielt Sykes den Rang eines Oberstleutnants des regulären Heeres. Er diente im 5. und als Kommandeur des 20. US-Infanterieregiments. Bis zu seinem Tod 1880 wurde Sykes auf Dienstposten der ehemaligen Frontier von Minnesota bis Texas eingesetzt. Er wurde auf dem Friedhof der Militärakademie in West Point beigesetzt.